# Onthophagus amicus
Onthophagus amicus är en skalbaggsart som beskrevs av Gillet 1925. Onthophagus amicus ingår i släktet Onthophagus och familjen bladhorningar. Inga underarter finns listade i Catalogue of Life.